# 짱구는 못말려 극장판: 정면승부! 로봇아빠의 역습
《짱구는 못말려 극장판: 가친코! 역습의 로봇 아빠》(일본어: 映画クレヨンしんちゃん　ガチンコ！逆襲のロボとーちゃん)는 일본에서 2014년 4월 19일에 개봉한 짱구는 못말려의 애니메이션 영화 시리즈의 제 22부작이다. 일본어 사전에도 없는 ガチンコ(가친코)라는 단어에는 진검승부라는 뜻도 있다. 대한민국에서는 《짱구는 못말려 극장판：정면승부! 로봇아빠의 역습》이라는 제목으로 2015년 4월 23일에 개봉되었다. 또한 그동안 극장판 21기까지 짱구 아빠역을 맡았던 오세홍을 대신하여 김환진으로 교체했다.

## 개요
감독은 타카하시 와타루가 담당하고, 원고는 우스이 요시토와 함께 일한 경험이 있는 나카시마 카즈키가 맡는다.

## 줄거리
모처럼 짱구와 극장에서 영화를 보고 나온 짱구 아빠. 그런데 짱구는 영화에서처럼 업어달라며 무작정 아빠에게 업혔다가 짱구 아빠의 허리가 삐끗하고 말았다. 그래서 집에 돌아와 파스를 붙였는데 짱구 엄마는 남편을 걱정해주기는커녕 미뤄둔 일이 또 밀리게 생겼다며 원망만 늘어놓았다. 게다가 파스만으로 견디기 힘들었던 짱구 아빠는 병원이라도 가려 했지만 휴일이라 문을 닫았다. 힘없이 돌아가는 길, 어느 화려한 건물앞에 미녀가 설문조사 하나만 해달라고 서 있었다. 미녀를 보고 첫눈에 반한 짱구 아빠는 당연히 조사에 응했고 조사에 응해주면 자신의 업소에서 무료로 마사지를 시켜준다는 말에 혹해서 같이 온 아들을 먼저 집에 보내고 자신은 미녀를 따라 걸어갔다.
한편, 짱구 엄마는 아들로부터 남편이 옆길로 샜다는 말을 전해듣고 남편을 응징하려 들었다가 눈앞에 서 있는 남편을 보고는 까무라칠듯 놀랐다. 눈앞에 있는 건 평소의 짱구 아빠의 모습은 온데간데 없이 자신이 짱구의 아빠라고 주장하는 이상한 로봇이었던 것. 짱구 아빠도 이를 알고는 마사지를 받았던 건물에서 자길 로봇으로 만든게 분명하다며 서둘러 그곳으로 달려갔지만 어찌된 일인지 빈 공터만 있었다. 결국 원래 모습으로 돌아갈 방법이 나올때까지 로봇으로 지내기로 한다. 그리고 로봇에 탑재된 여러 가지 기능을 이용해 여러 가지 집안일들을 능숙하게 해내기 시작했고 공사장 견학을 갔다 추락사고를 당할 뻔한 떡잎마을 방위대를 구해주는 등 곧 로봇생활이 익숙해지기 시작했고 무서워하던 아이들 역시 로봇 짱구 아빠를 사람일 때처럼 똑같이 대한다.
하지만 평화는 오래가지 못했다. 어느날, 짱구가 길에서 받아온 콧수염 장식을 아빠에게 붙여주는 순간. 아빠는 상을 엎어버리며 험악하게 돌변했다. 변해버린 아빠는 엄격한 가부장제 그 자체였고 아예 그간 무시당하던 아버지들의 권력을 되찾겠다며 치치유레(한국명:아빠최고)라는 단체를 만들어 가장의 권위를 되찾는 시위를 벌인다. 그러나 이런 아빠가 마음에 들지 않았던 짱구는 떡잎마을 방위대와 꾀를 내어 아빠를 유인하기 시작한다.

## 평가
어른제국의 역습, 태풍을 부르는 장엄한 전설의 전투에 뒤이은 감동을 유발하는 대작이라는 평가가 압도적이다. 일본 현지에서는 어른아이, 노인 할 것 없이 전연령층이 감동을 받았다고 평가했으며, 주 테마는 가장으로서의 아버지와, 로봇 히로시로 대변되는 인공지능 로봇을 SF 장르를 잘 활용하여, 크레용 신짱 스타일로 잘 버무려낸 수작이라는 평을 받았다. 최종수익은 17.8억엔으로 2016년 기준 역대 수익 5위를 기록하였다.
2014년도 문화청 미디어 예술제 애니메이션 부문 우수상을 차지하였다.

## 교훈적 특성
해당 극장판에서도 좋은 명대사와 함께 집안의 가장인 아버지와 가족간의 사랑, 남녀평등 등 좋은 교훈적 내용이 같이 들어가 있다.

## 언어
- 한국어 - 짱구는 못말려 극장판: 정면승부! 로봇아빠의 역습
- 일본어 - 映画クレヨンしんちゃん: ガチンコ！逆襲の ロボ とーちゃん
- 스페인어 - Shin Chan - Papa Robot

## 캐스트
- 노하라 신노스케 역 : 야지마 아키코
- 노하라 미사에 역 : 나라하시 미키
- 노하라 히로시 역 : 후지와라 케이지
- 노하라 히마와리 역 : 코오로기 사토미
- 시로 역 : 마시바 마리
- 카자마 토루 역 : 마시바 마리
- 사쿠라다 네네 역 : 하야시 타마오
- 사토 마사오 역 : 이치류사이 테이유
- 보오 역 : 사토우 치에
- 단단바라 테루요 역 : 타케이 에미
- 쿠로이와 진타로 역 : 유사 코지
- 간마 역: 고로케
- 란란 역: 이치키 미나코
- 텟켄지 토카츠 역 : 오오와다 신야

## 한국어 더빙
- 짱구 역 : 박영남
- 짱구 아빠 / 로봇 아빠 역 : 김환진
- 짱구 엄마 역 : 강희선
- 짱아 / 철수 / 철수 엄마 역 : 여민정
- 흰둥이 / 유리 / 유리 엄마 역 : 장경희
- 훈이 역 : 정혜옥
- 원장 역 : 현경수
- 황고집 역 : 온영삼
- 나허세 역 : 이경태
- 란란 역 : 강시현
- 왕소심 역 : 이인석
- 문제희 역 : 김연우
- 아코기데스 / 고뭉치 역 : 황창영
- 고단해 / 컴텀주니어 역 : 정주원
- 존킴 역 : 김현욱
- 나미리 역 : 곽규미
- 채성아 / 맹구 역 : 송하림
- 아나운서 역 : 박요한

## 삽입곡
오프닝 테마 - " 너에게 100 퍼센트」( 워너 뮤직 재팬 / unBORDE ) 작사 · 작곡 · 편곡 - 나카타 야스 타카 / 노래 - 캬리 파뮤 파뮤
삽입곡 - "北埼玉 블루스"
작사 - 우스이 요시토 마에다 고이치 / 작곡 - 아라카와 토시유키 / 노래 - 노하라 히로시 ( 후지와라 케이지 )
삽입곡 - " 인연 "
작사 - 아쿠 유 / 작곡 - 이츠키 히로시 / 노래 - 고로케
아침까지 생 들판!
삽입곡 - "Positive Force"
작곡 - Geoff Bastow, Jim Harbourg
엔딩 테마 - " 가족 파티 '(워너 뮤직 재팬 / unBORDE)
작사 · 작곡 · 편곡 - 나카타 야스 타카 / 노래 - 캬리 파뮤 파뮤

## 갤러리

일본어 포스터

## 같이 보기
- 짱구는 못말려
- 우스이 요시토